# Clintonie
Genre
Classification phylogénétique
Clintonia est un genre de plantes herbacées monocotylédones de la famille des Liliaceae dont le nom français est généralement traduit en Clintonie.
Les clintonies sont des plantes vivaces à rhizome rampant dont la tige presque nulle est engainée dans un groupe de feuilles disposées à la base de la plante. Leur fleur est formée de six étamines et d'un style long et grêle entouré de trois sépales et trois pétales semblables et non soudés. Le fruit est une baie ovoïde.
Ce genre doit son nom à DeWitt Clinton, un politicien américain ayant été gouverneur de New York et maire de New York. Son nom a été choisi pour le genre Clintonia en raison de sa passion pour les sciences naturelles, entre autres la botanique.

## Liste d'espèces
Le genre Clintonia comprend 5 ou 6 espèces selon l'opinion des différents botanistes :
- Clintonia alpina Kunth ex Baker (Parfois vue comme une variété de la Clintonia udensis)
- Clintonia andrewsiana Torr.
- Clintonia borealis (Aiton) Raf.
- Clintonia udensis Trautv. & C.A.Mey.
- Clintonia umbellulata (Michx.) Morong
- Clintonia uniflora (Menzies ex Schult.) Kunth